# Камменхубер, Аннелиз
Аннелиз Камменхубер, нем. Annelies Kammenhuber (19 марта 1922, Гамбург — 24 декабря 1995) — немецкий лингвист, исследовала анатолийские языки и другие языки древней Малой Азии (хаттский, хурритский и др.). Ряд работ Камменхубер опубликованы на русском языке.

## Биография
Родилась в семье слесаря в Гамбурге, там же получила школьное образование и отбывала трудовую повинность при нацистах. По окончании трудовой повинности поступила в Гамбургский университет на филологический факультет, где посвятила себя индоевропейским исследованиям. Из-за войны ей удалось завершить высшее образование, начатое в 1940 г., только в 1950 году. Параллельно с Гамбургским университетом Аннелиз с 1946 года получала второе образование в Университете Людвига и Максимилиана в Мюнхене, где она помогала возродить лингвистические семинары, отменённые во время войны. В 1950 году она защитила диссертацию «Морфология хеттских имён на -uuanzi и -anna, -uuan, -uuar, -atar и -essar».
Хотя она продолжила заниматься анатолийскими языками, в 1958 году она, неожиданно для многих, защитила диссертацию на степень doctor habilis по иранистике: «Исследования древнего Видевдата, т. I: Фаргард 3, представления о мёртвых и собачья магия в Видевдате». В 1959 году по предложению Э. Бенвениста и Э. Лароша она была избрана в состав Парижского лингвистического общества. В 1964 году назначена на должность экстраординарного профессора. В 1968 году получила преподавательскую должность в Ватиканском библейском институте. В 1969 году вернулась в Мюнхен, где стала ординарным профессором в только что основанном Институте ассириологии и хеттологии. Вплоть до ухода в отставку в 1987 году она работала руководителем отделения хеттологии.
Автор исследований по грамматике и лексике языков древней Малой Азии. Вместе с Й. Фридрихом составила словарь хеттского языка, выпустила работы по датировке древних анатолийских текстов.

## Сочинения
- Hippologia Hethitica, Harrassowitz, Wiesbaden 1961
- Die Arier im Vorderen Orient, C. Winter, Heidelberg 1968
- Orakelpraxis, Träume und Vorzeichenschau bei den Hethitern, C. Winter, Heidelberg 1976 (Texte der Hethiter, Bd. 7) ISBN 3-533-02494-6

На русском языке вышли, в частности:
- Камменхубер А. Хаттский язык // Древние языки Малой Азии. Сборник статей. Под редакцией И. М. Дьяконова и Вяч. Вс. Иванова. М.: «Прогресс», 1980.